# The Fantastic Baggies
The Fantastic Baggies était un groupe américain de surf music.
Plutôt qu’un réel groupe, il s’agit de l’association en studio de Phil F. Sloan et de Steve Barri (à l'origine back-up vocals de Jan and Dean). Malgré leur jeune âge, ils ont déjà plusieurs années d’expérience dans le milieu musical californien. Ils ont participé à l’enregistrement et composé de nombreux titres de Jan and Dean et d'autres groupes de surf : e.a. The Rip Chords, Bruce & Terry. Ils sont les assistants du producteur Lou Adler.
Ils n'enregistreront qu'un album et quelques simples. 

## Membres du groupe
- Phil F. Sloan
- Steve Barri

### Discographie
- Surfin' Craze, 1965 (dont le titre éponyme sorti en 45 tours sur Imperial en 1964)
- 3 simples en 64-65 (voir Surf Music par thèmes)

## L'aprèsFantastic Baggies
P. F. Sloan continuera une carrière solo comme chanteur de folk rock peu couronnée de succès. Ses chansons seront cependant reprises par d'autres groupes, notamment The Turtles.